# Вольная борьба на летних Олимпийских играх 2016 — до 86 кг (мужчины)
Соревнования по вольной борьбе в весовой категории до 86 килограммов на летних Олимпийских играх 2016 года прошли 20 августа 2016 года на Арене Кариока 2 с 10:00 до 13:00 и с 16:00 до 19:00.
В этом весе приняли участие 20 спортсменов.

## Превью
Федерация Объединённый мир борьбы называет следующих спортсменов претендентами на призовые места :
Фавориты
- Безусловным фаворитом является действующий чемпион мира Абдулрашид «Танк» Садулаев (№1 мирового рейтинга);

Претенденты
- Селим Яшар (№3), бронзовый призёр чемпионата мира 2014 года и серебряный призёр чемпионата мира 2015 года;
- Шариф Шафиров (№15), действующий олимпийский чемпион
- Рейнерис Салас (№2), дважды (2013,2014) серебряный призёр чемпионатов мира.

Тёмные лошадки
- Алиреза Каримимачиани (№13), действующий чемпион мира среди юниоров, бронзовый призёр чемпионата мира 2015 года.
- Джейден Кокс (№9). Американский борец пока не имеет побед на крупных международных соревнованиях, однако его недавние победы над Алирезой Каримимачиани и особенно над Шарифом Шарифовым, позволяют ему быть отнесённым к числу «тёмных лошадок»

## Турнир

### Призёры
| Золото                     | Серебро           | Бронза                    |
| Абдулрашид Садулаев Россия | Селим Яшар Турция | Шариф Шарифов Азербайджан |
| Абдулрашид Садулаев Россия | Селим Яшар Турция | Джейден Кокс США          |